# Erhard Milch
Erhard Milch (Wilhelmshaven, 30 maart 1892 – Düsseldorf, 25 januari 1972) was een Duits generaal-veldmaarschalk tijdens de Tweede Wereldoorlog. Opmerkelijk was dat Milch gedeeltelijk van Joodse afkomst was. Hij leidde de heropbouw van de Luftwaffe na de Eerste Wereldoorlog.
Milch, een zoon van een Joodse vader en een niet-Joodse moeder, diende tijdens de Eerste Wereldoorlog in het Duitse leger als artillerieofficier. Later nam hij dienst in de luchtmacht. Na de oorlog bleef hij in de private luchtvaartsector. In 1926 werd hij de eerste directeur van het Deutsche Luft Hansa Aktiengesellschaft, het huidige Lufthansa.

## Tweede Wereldoorlog
In 1933 werd hij in het Kabinet-Hitler staatssecretaris in het pas opgerichte Reichsluftfahrtministerium (Rijksluchtvaartministerie). Zijn belangrijkste opdracht bestond in de oprichting en uitbouw van de Duitse luchtmacht, de Luftwaffe.
Bij het begin van de Tweede Wereldoorlog was Milch opgeklommen tot de rang van generaal en voerde hij het bevel over een afdeling van de Luftwaffe in Noorwegen. Na de verovering van Frankrijk, werd Milch bevorderd tot generaal-veldmaarschalk. In 1944 probeerde Milch samen met Joseph Goebbels en Heinrich Himmler Hitler ervan te overtuigen Hermann Göring af te zetten als leider van de Luftwaffe wegens diens incompetentie. Hitler weigerde, waarna Göring Milch op een zijspoor kon zetten. Milch ging toen voor Albert Speer werken.

## Na de oorlog
Na de zelfmoord van Hitler probeerde Milch Duitsland te ontvluchten, maar hij werd op 4 mei 1945 opgepakt door geallieerde troepen aan de Oostzeekust. Daarop stond hij terecht tijdens de Processen van Neurenberg, in het tweede proces ook wel Milchproces, waar hij tot levenslange opsluiting werd veroordeeld omdat hij medeverantwoordelijk was voor de inzet en uitbuiting van (buitenlandse) dwangarbeiders in de militaire vliegtuigindustrie. Hij zat zijn straf tot juni 1954 uit in de gevangenis van Landsberg, toen hij vroegtijdig werd vrijgelaten. De rest van zijn leven bracht hij door in Düsseldorf, waar hij stierf op 79-jarige leeftijd.

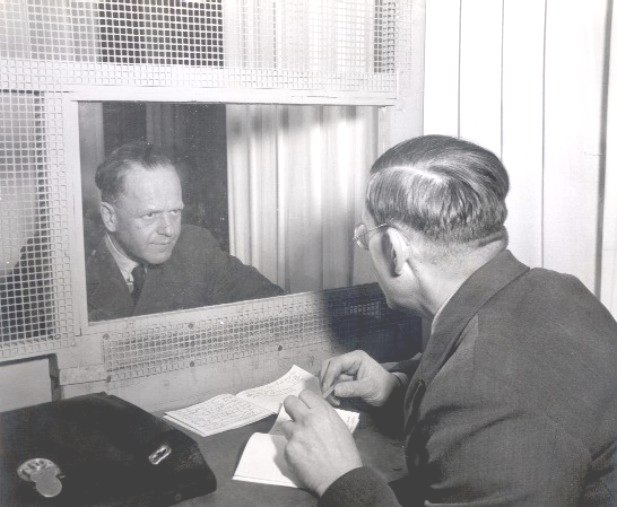
Erhard Milch (links) tijdens de Processen van Neurenberg

## Militaire loopbaan
- Fahnenjunker: 24 februari 1910[6]
- Fähnrich: 18 oktober 1910[4][6]
- Leutnant: 18 augustus 1911[4][6]
- Oberleutnant: 18 augustus 1915[4][6]
- Hauptmann: 18 augustus 1918[4][6]
- Charakter als Oberst: 28 oktober 1933[4]
- Charakter als Generalmajor: 24 maart 1934[4][6]
- Charakter als Generalleutnant: 28 maart 1935[4][6]
- Charakter als General der Flieger: 30 januari 1936[4][6]
- General der Flieger: 20 april 1936[4][6]
- Generaloberst: 1 november 1938[4][6]
- Generalfeldmarschall: 19 juli 1940[4][6]

## Decoraties
Selectie:
- Ridderkruis van het IJzeren Kruis op 4 mei 1940 als Staatssecretaris in het Reichsluftfahrtministerium en Chef der Luftflotte 5[4][6][7][8]
- IJzeren Kruis 1914, 1e Klasse[4] (19 oktober 1915) en 2e Klasse[4] (4 oktober 1914)[6][8]
- Militär-Flugzeugführer-Abzeichen[4]
- Abzeichen für Beobachtungsoffiziere aus Flugzeugen[4] op 23 juni 1916[6]
- Vliegers-Herinnerings-Badge in 1919[6]
- Erekruis voor Frontstrijders in de Wereldoorlog[4] op 15 december 1934[6][8]
- Gezamenlijke Piloot-Observatiebadge in Goud met Diamanten[4] op 30 maart 1935[6][8]
- Gouden Ereteken van de NSDAP[4] op 30 januari 1937[6][9]
- Ereteken van de Luchtbescherming, 1e en 2e Graad op 20 april 1938[6][8]
- Herhalingsgesp bij IJzeren Kruis 1939, 1e Klasse[4] (30 september 1939) en 2e Klasse[4] (24 september 1939)[6][8]

Werner von Blomberg · Hermann Göring · Walther von Brauchitsch · Albert Kesselring · Wilhelm Keitel · Günther von Kluge · Wilhelm Ritter von Leeb · Fedor von Bock · Wilhelm List · Erwin von Witzleben · Walter von Reichenau · Erhard Milch · Hugo Sperrle · Gerd von Rundstedt · Erwin Rommel · Georg von Küchler · Erich von Manstein · Friedrich Paulus · Ewald von Kleist · Maximilian von Weichs · Ernst Busch · Wolfram von Richthofen · Walter Model · Ferdinand Schörner · Robert von Greim · Eduard von Böhm-Ermolli (titulair)
- Bibsys: 7010759
- Biblioteca Nacional de Chile: 000566003
- Gemeinsame Normdatei: 118582402
- International Standard Name Identifier: 0000 0000 5533 931X
- Library of Congress Control Number: no00071172
- National Archives and Records Administration: 10609936
- Nationale Bibliotheek van Tsjechië: jn20000701239
- Nationale Bibliotheek van Israël: 987007285151105171
- Nationale Bibliotheek van Polen: a0000002700082
- SNAC: w6tz8mvm
- Virtual International Authority File: 25394778
- WorldCat: E39PBJk4DW3dy8rWqHTmjyDXh3